# Francis Kibiwott Larabal
Francis Kibiwott Larabal (Kasiela, Baringo, 15 september 1978) is een Keniaanse langeafstandsloper, die is gespecialiseerd in de halve marathon.

## Loopbaan
Kibiwott won tweemaal de Dam tot Damloop die gehouden wordt tussen Amsterdam en Zaandam. Op 17 september 2006 won hij in een tijd van 45.27. Kibiwott troefde met zijn overwinning de wereldkampioen halve marathon Fabiano Joseph (45.29) af uit Tanzania. Dit was de eerste wedstrijd die hij liep na een lange periode van blessures, waarna hij pas in juli 2006 begon met trainen. Zijn tijd was ook de snelste 10 Engelse mijl die dat jaar gelopen werd.
Op 10 november 2001 won hij de halve marathon van Monster in 1:08.34. In 2003 won hij Dam tot Damloop en in 2005 werd hij een tweede in deze wedstrijd. In 2006 slaagde hij er ook in de halve marathon van New Delhi te winnen in een parcoursrecord van 1:01.36.

## Persoonlijke records
Baan
| Onderdeel | Prestatie | Datum       | Plaats  |
| --------- | --------- | ----------- | ------- |
| 10.000 m  | 28.57,78  | 29 mei 2005 | Hengelo |

Weg
| Onderdeel      | Prestatie | Datum            | Plaats    |
| -------------- | --------- | ---------------- | --------- |
| 10 km          | 27.27     | 1 april 2007     | Berlijn   |
| 15 km          | 42.26     | 9 september 2007 | Rotterdam |
| 20 km          | 57.25     | 15 maart 2008    | Den Haag  |
| halve marathon | 59.26     | 1 april 2007     | Berlijn   |
| 25 km          | 1:14.20   | 5 april 2009     | Parijs    |
| 30 km          | 1:29.27   | 5 april 2009     | Parijs    |
| marathon       | 2:07.32   | 12 januari 2012  | Tiberias  |

## Belangrijke prestaties

### 10 km
- 2002:  Coenecooploop - 29.00
- 2002: 5e Stadsloop - 29.52
- 2002:  Munnikenslagloop - 29.58
- 2003:  Klap tot klaploop - 29.24
- 2003:  Centraal Beheer Achmealoop - 29.34
- 2004: 5e Parelloop - 28.46
- 2005:  Stadsloop Appingedam - 29.09

### 15 km
- 2002:  Posbankloop - 43.52
- 2002:  Jan Knijnenburgloop - 45.17
- 2003:  Posbankloop - 45.41
- 2004: 6e Zevenheuvelenloop - 43.34
- 2004: 4e Montferland Run - 43.39
- 2005:  Posbankloop - 44.37

### 10 Eng. mijl
- 2002: 4e Giant Zeebodemevent - 49.07
- 2003:  Dam tot Damloop - 45.46
- 2004: 4e Dam tot Damloop - 46.01
- 2005:  Dam tot Damloop - 46.05
- 2006:  Dam tot Damloop - 45.27[1]
- 2009: 6e Dam tot Damloop - 47.15

### 20 km
- 2003:  20 van Alphen - 58.34

### halve marathon
- 2001:  halve marathon van Monster - 1:08.34
- 2002:  Bredase Singelloop - 1:03.12
- 2002: 4e halve marathon van Almere - 1:04.39
- 2002: 7e halve marathon van Zwolle - 1:05.07
- 2002:  Drenthe Marathon - 1:05.12
- 2003: 6e City Pier City Loop - 1:01.49
- 2003:  Leekster Lente Loop - 1:05.05
- 2004:  halve marathon van Egmond - 1:04.58
- 2004:  Bredase Singelloop - 1:02.15
- 2005: 4e Bredase Singelloop - 1:02.30
- 2006:  halve marathon van New Delhi - 1:01.36[2]
- 2006:  Route du Vin - 1:00.29
- 2006:  Obudu Ranch Mountain Race
- 2007: 4e halve marathon van Ras al-Khaimah
- 2007: 8e halve van marathon Rotterdam - 1:01.00
- 2007:  halve marathon van Berlijn - 59.26
- 2007: 45e WK in Udine - 1:03.22
- 2008: 5e City-Pier-City Loop - 1:00.52
- 2008: 16e halve marathon van Rotterdam - 1:02.14

### marathon
- 2009: 12e marathon van Parijs - 2:09.13
- 2009:  marathon van Seoel - 2:09.00 (november)
- 2010: 9e marathon van Parijs - 2:09.26
- 2011: 5e marathon van Madrid - 2:13.08
- 2012:  marathon van Tiberias - 2:07.32
- 2012:  marathon van Nagano - 2:09.05
- 2017:  marathon van Tel Aviv - 2:12.18

### overige afstanden
- 2005: 5e 4 Mijl van Groningen - 18.25

### veldlopen
- 2004:  Warandeloop - 29.52